# Famille Rothschild
Pour les articles homonymes, voir Rothschild.
La famille de Rothschild (prononcé en allemand : [ˈʁoːtʃɪlt] ; en anglais : [ˈɹɒθs.t͡ʃaɪld] ; en français : [ʁɔt.ʃild]) est une famille d'origine juive allemande ashkénaze qui a essaimé dans plusieurs pays et dont les membres portent diverses nationalités. Elle a formé au début du XIXe siècle cinq branches, à Francfort-sur-le-Main, Vienne, Naples, Londres et Paris, dont seules les deux dernières subsistent aujourd'hui.
Les Rothschild se sont fait connaître depuis le XVIIIe siècle principalement dans les domaines de la banque et de la finance, mais  ils ont développé aussi d'autres activités, en investissant notamment dans les industries minières et ferroviaires au XIXe siècle, ou dans le vignoble bordelais au XXe siècle. Ils sont également célèbres pour leur philanthropie et leur mécénat.
La famille Rothschild est régulièrement l'objet de théories du complot, dont beaucoup ont des origines antisémites.

## Histoire

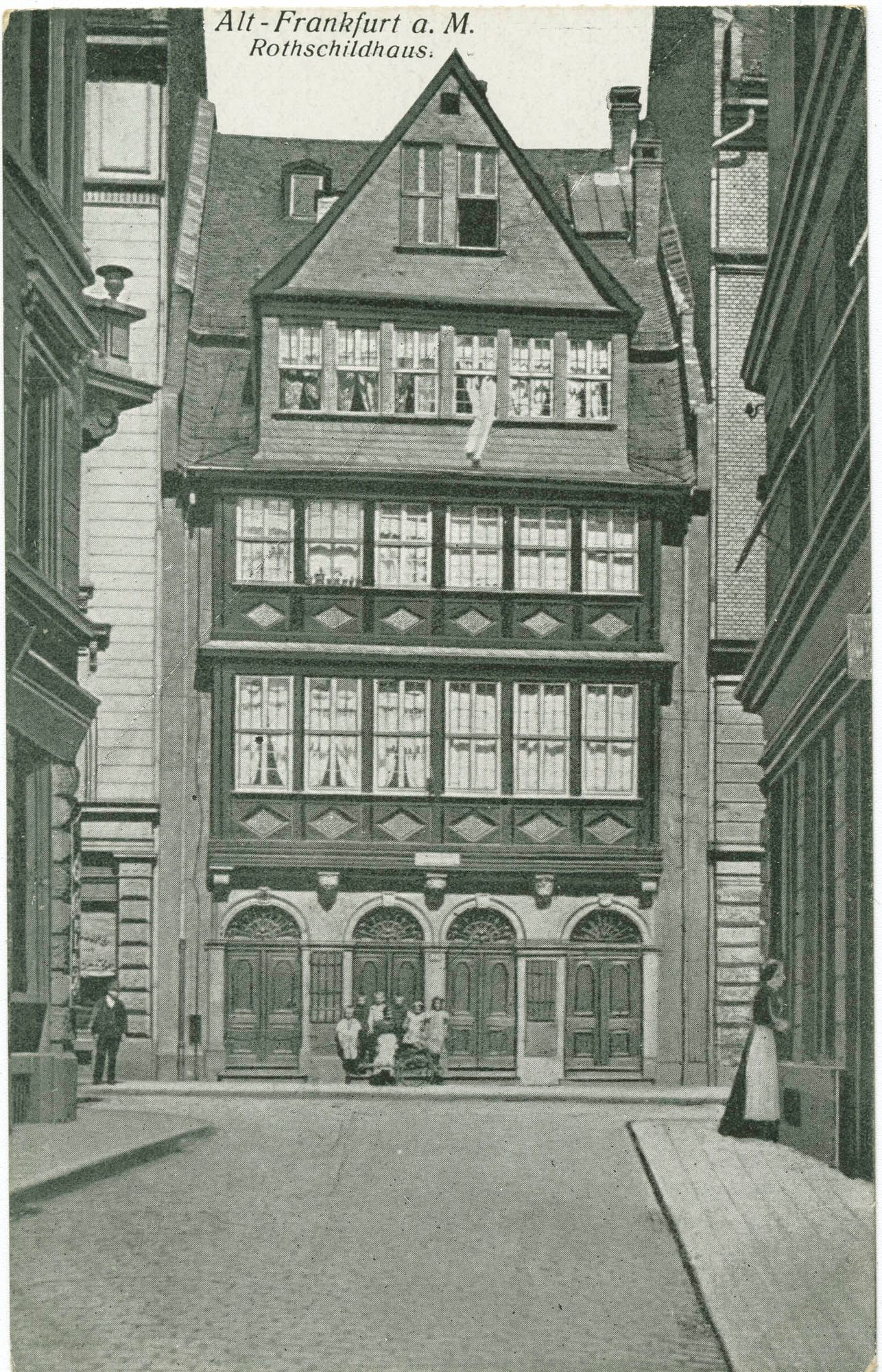
La maison Rothschild dans la Judengasse (« ruelle des Juifs »), à Francfort.

Le patronyme Rothschild fut adopté par leur ancêtre Isaac Elchanan Rothschild, né en 1577, qui emprunta son nom de famille à la petite maison étroite qu'il occupait avec sa famille dans la Judengasse (ruelle des Juifs) de Francfort-sur-le-Main en Allemagne. Cette patronymisation est une pratique courante à cette époque dans la communauté juive dont les membres, faute de véritable état-civil, font de leur adresse, du blason ou de l'enseigne qui décore leur demeure leur nom de famille. Le nom Zum rothen Schild, (orthographe actuelle : Zum roten Schild) c'est-à-dire en français : « À l'Écu rouge », ou encore « À l'Enseigne rouge », donne ainsi naissance à un nouveau patronyme : « Rothschild ».

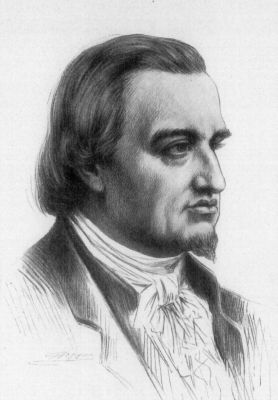
Mayer Amschel Rothschild, fondateur de la dynastie.

Mayer Amschel Rothschild, né Mayer Amschel Bauer (1744-1812), transforma le modeste commerce de prêt sur gages créé par son père Amschel Moses Rothschild en une banque reconnue et devint le gérant de la fortune de Guillaume Ier, électeur de Hesse-Cassel.
Il eut dix enfants, dont cinq fils qu'il envoya créer ou prendre la tête d'une filiale de la banque familiale à Londres, à Paris, à Vienne, à Naples et à Francfort, donnant les cinq branches de la famille, symbolisées par les cinq flèches de leur emblème ornant leurs très nombreuses résidences européennes.
Sa fille ainée se maria avec Benedikt Moses Worms, de la dynastie bancaire Worms.
Le 29 septembre 1822, l'empereur d'Autriche François Ier éleva au rang de barons les cinq fils du fondateur de la dynastie, Mayer Amschel, ainsi que leurs descendants légitimes masculins et féminins portant le nom de Rothschild sans distinction de nationalité.
Des mariages entre branches permirent à la famille de garder le contrôle de ses activités. La collaboration leur permit de se développer dans plusieurs domaines de l'activité bancaire, leur capacité de financement ouvrant ensuite des perspectives d'investissements. Ainsi, au cours du XIXe siècle, ils devinrent d'importants financiers et actionnaires dans l'exploitation minière et le développement du rail, deux des piliers du développement des économies industrielles en Europe.
En 1832, la famille accorde les prêts des Rothschild au Saint-Siège.
Les changements à la tête des gouvernements et autres évènements politiques influèrent peu sur la fortune de la famille, à l'exception de trois évènements majeurs : les révolutions de 1848, la grande dépression des années 1930 et la montée du nazisme durant la Seconde Guerre mondiale.
Seules les branches anglaise et française subsistent aujourd'hui, les branches allemande, autrichienne et italienne s'étant éteintes.

## Les différentes branches

### Branche allemande, dite «de Francfort»

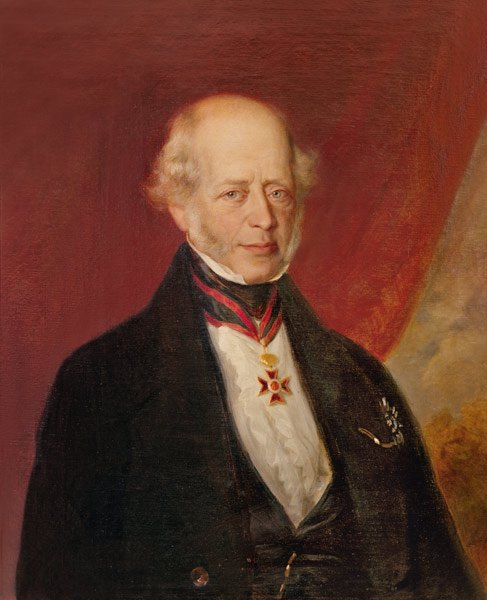
Amschel Mayer Rothschild, portant, à une inversion près, le même nom que son père.

Amschel Mayer Rothschild reprend les affaires de la famille en Allemagne (branche de Francfort), mais il n'a pas de descendance et sa branche familiale s'éteint à sa mort en 1855.

### Branche autrichienne, dite «de Vienne»

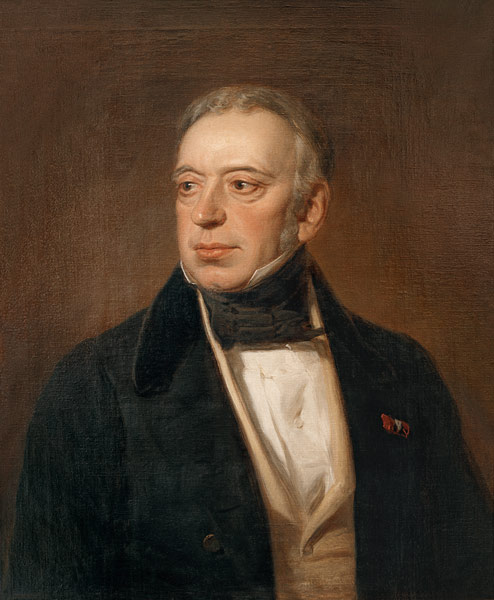
Salomon Rothschild.

À Vienne, Salomon Mayer von Rothschild crée une banque dans les années 1820, et sa famille devient la plus respectée de la capitale autrichienne, amenant l'empereur à accorder un titre nobiliaire héréditaire en récompense de services rendus : dans ce contexte, la maison des Habsbourg ainsi que l'État autrichien sont les premiers à accorder aux Juifs un statut civil plein et entier, sans restriction aucune. La famille possède plusieurs palais viennois, notamment un palais sur la Prinz-Eugen-Straße et un palais sur la Metternichgasse.
Le krach de 1929 a un impact sur l'activité bancaire de la famille, le baron Louis von Rothschild entreprend, avec d'autres financiers, de consolider alors la Creditanstalt, qui était la plus grande banque autrichienne, pour prévenir une faillite.
L'Anschluss, en 1938, conduit la famille à abandonner ses biens et à fuir le pays, ce qui conduit à la confiscation des propriétés par les nazis.
Ce n'est qu'en 1999 que le gouvernement autrichien consent à restituer à la famille 250 œuvres d'art qui avaient été volées par les nazis, et par la suite, « transférées » dans divers musées autrichiens.

### Branche italienne, dite «de Naples»
L'unification de l'Italie en 1861 conduit à la fermeture de la banque de Naples, fondée par Calmann « Carl » Mayer von Rothschild, laquelle est transférée à Francfort.

#### À la suite de l'extinction de la branche de Francfort

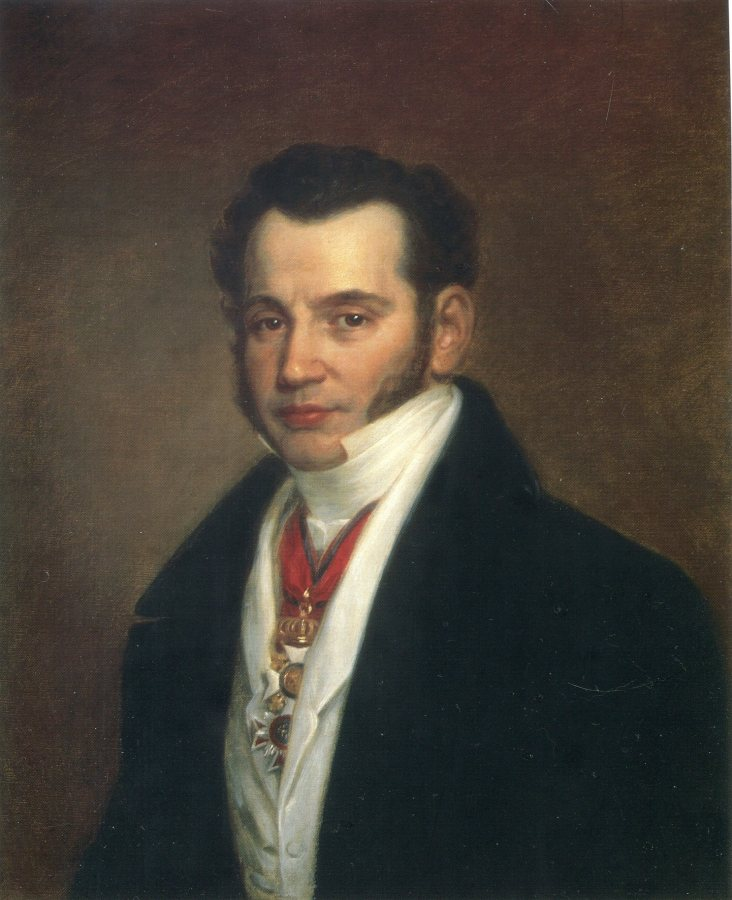
Calmann « Carl » Mayer von Rothschild.

Wilhem Carl von Rothschild (1828-1901) est le dernier Rothschild à exercer le métier de banquier à Francfort. Il n'eut que des filles, comme son frère Mayer Carl von Rothschild. Son frère et lui descendaient de la branche de Naples. Son gendre, Maximilian Benedict von Goldschmidt-Rothschild, meurt à Francfort en 1940.
Cette mort marque la fin des Rothschild de Naples[réf. nécessaire].

### Branche anglaise, dite «de Londres»

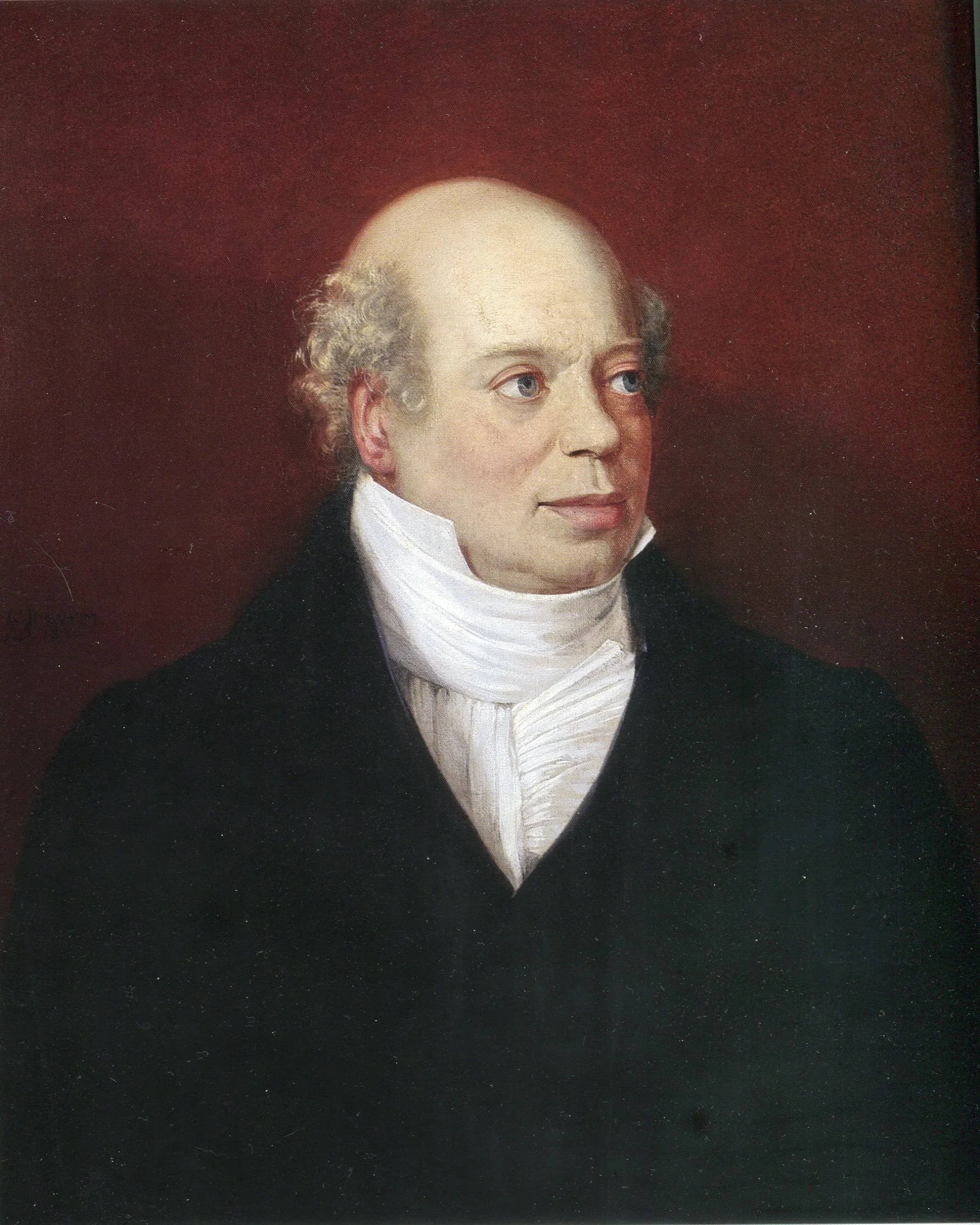
Nathan Rothschild.

Installé à Manchester, puis à Londres, Nathan Mayer Rothschild (1777-1836), fondateur de la banque londonienne, aurait fait fortune en étant informé avant tout le monde, par un pigeon voyageur, de la victoire britannique à Waterloo, lui permettant de spéculer. Cette version est aujourd'hui largement contestée. Selon le chercheur Victor Rothschild, cette histoire proviendrait d'un pamphlet antisémite de 1846, Rothschild Ier Roi des Juifs, rédigé par le polémiste Georges Dairnvaell sous le pseudonyme de « Satan ». Une affirmation de cet écrit, selon lequel « Rothschild a fait de grands achats de titres », fut reprise en 1848 par l'historien Archibald Alison et attribuée par erreur au London Courrier du 20 juin 1815, qui n'en contient pourtant aucune trace. Victor Rothschild a également retrouvé dans les archives familiales une lettre d'un employé de banque à Nathan Rothschild, qui déclarait : « J'ai été informé par le commissaire White que vous avez bien agi avec les informations précoces que vous avez acquises à Waterloo ». Cela confirme que Nathan Rothschild a pu faire des profits bien que l'état du marché à l'époque et l'absence de rumeur indiquent que ce profit ne pouvait s'élever à plusieurs millions, comme le suggère le pamphlet de Georges Dairnvaell. Dès 1814, le général Wellington se voit prêter par le banquier Nathan Rothschild de l'or pour continuer sa guerre en Espagne contre Napoléon.
Deux titres de noblesse ont été successivement accordés à la branche anglaise : un premier titre de baronnet en 1847, puis un titre de baron en 1885, tous deux transmissibles en ligne masculine exclusivement.
La banque devient au cours du XIXe siècle une des principales banques de l'Empire britannique. Lionel de Rothschild (1808-1879), le fils de Nathan, finance le gouvernement britannique pour sa prise de participation dans le canal de Suez (4 millions de livres sterling) et se lance, comme la branche française, dans le développement du chemin de fer. Son fils Alfred de Rothschild est pendant vingt ans l'un des directeurs de la banque d'Angleterre. La Rothschild Bank finance Cecil Rhodes dans le développement de la British South Africa Company et Leopold de Rothschild (1845-1917) gère la compagnie après la mort de ce dernier. Avec la branche française, Rothschild Frères, ils prennent le contrôle de la compagnie minière espagnole de cuivre Rio Tinto et deviennent les principaux actionnaires des mines de diamants de Beers d'Afrique du Sud. Deux des trois fils de Léopold, Evelyn et Anthony, s'engagent dans l'armée anglaise dès 1914. Evelyn meurt en 1917 lors des combats contre les Turcs en Palestine ; Anthony est blessé à la bataille de Gallipoli, dans les Dardanelles.
D'autres membres de la famille deviennent des universitaires ou des scientifiques tel Walter Rothschild, zoologiste reconnu qui a laissé son nom à différentes espèces (girafe de Rothschild, Petrogale rothschildi...).
Le quatrième fils du fondateur de la branche, Nathaniel de Rothschild (1812-1870), né à Londres, déménage pour Paris en 1850 pour travailler avec son oncle James Mayer Rothschild, fondateur de la branche française. Il acquiert en 1853 le domaine de Brane-Mouton, un cru bordelais de Pauillac qu'il renomme « Mouton-Rothschild », qui est aujourd'hui un des crus les plus renommés au monde. Ses descendants, dont Philippine de Rothschild, sont quelquefois rattachés à la branche française[réf. nécessaire].

### Branche française, dite «de Paris»

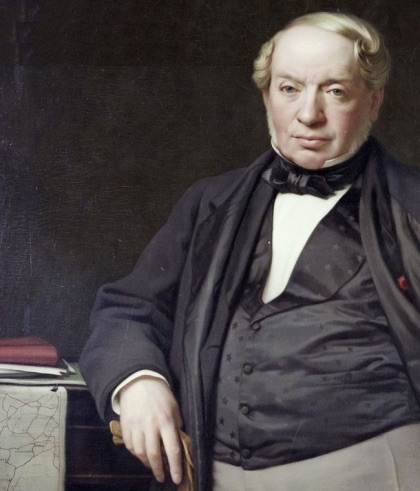
Jakob Mayer Rothschild (dit James).

Elle est créée par James de Rothschild (1792-1868). Il installe la banque rue Laffitte à Paris. Grand collectionneur d'art, passionné de chevaux, de vin et philanthrope, il fait construire le château de Ferrières. Il est aussi cofondateur de la Compagnie des chemins de fer du Nord, sous le contrôle de la famille Rothschild jusqu'à son absorption par la SNCF.
Ses descendants perpétuent la tradition et la renommée de la famille dans la banque mais aussi dans les écuries de course de chevaux, dans les vignobles (James acquiert en 1868 ce qui deviendra château Lafite Rothschild dans le Bordelais après l'acquisition de domaine de Mouton en 1853 par son neveu Nathaniel), des hôpitaux, des écoles, etc. Ils ont remporté dans les années 1880 la bataille boursière contre l'Union générale, au moment du développement de l'Union générale sur la place de Paris, un mouvement de financiers ultra-catholiques[réf. nécessaire].
Les descendants de James de Rothschild soutiennent l'effort de guerre en 1870 contre la Prusse et certains membres combattent en 1914 et 1940 dans les rangs français. Guy de Rothschild reçoit ainsi la croix de guerre 1939-1945. La famille doit également faire face à l'invasion allemande de la France et à la politique antisémite du Reich et à la collaboration. L'ensemble de ses biens sont confisqués par le régime de Vichy et l'occupant allemand, sa collection d'art est pillée.
La banque est relancée à la Libération, mais est nationalisée en 1981 avec l'arrivée de la Gauche au pouvoir.
David de Rothschild, fils de Guy, alors âgé de 39 ans, décide de créer une nouvelle banque en France et, en 2003, prend la tête de NM Rothschild & Sons qui rassemble les activités des branches anglaise et française.
En 1953, Edmond de Rothschild (1926-1997) crée le groupe LCF Rothschild dont son fils Benjamin de Rothschild prend la direction en 1997. Le groupe est présent dans de nombreux secteurs de la finance, du conseil patrimonial, de la gestion, du conseil et de l'assurance.
D'après la liste des milliardaires du monde en 2015 publiée par Forbes, Benjamin de Rothschild était en 2015 le seul Rothschild encore présent parmi les 1741 milliardaires recensés, avec une fortune évaluée à 1,5 milliard de dollars, faisant de lui le 1250e homme le plus riche du monde. D'après Challenges, sa fortune cumulée à celle de sa famille le classait 21e plus grande fortune de France en 2016.
Au cours de son histoire, la branche française de la famille Rothschild a fait don de 120 000 œuvres d'art (par exemple, le trésor de Boscoreale ou le Repos pendant la fuite en Égypte de Hans Memling) à des institutions, en particulier le musée du Louvre et la Bibliothèque nationale de France.

## Généalogie

### Le fondateur et ses enfants
- Mayer Amschel Rothschild (1744-1812), banquier fondateur de la dynastie x 1770 : Gertrude Schnapper (1753-1849)
  - Schönche Jeanette Rothschild (1771-1859) x 1795 : Benedikt Moses Worms (1772-1824), dont descend la famille von Worms
  - Amschel Mayer Rothschild (1773-1855), banquier x 1796 : Eva Hanau (1779-1848) seul représentant de la branche dite « de Francfort » (sans descendance)
  - Salomon Mayer von Rothschild (1774-1855), banquier, fondateur de la branche dite « de Vienne »
  - Nathan Mayer Rothschild (1777-1836), banquier, fondateur de la branche dite « de Londres »
  - Kalmann Mayer Rothschild (1788-1855), banquier, fondateur de la branche dite « de Naples »
  - Henriette Rothschild (1791-1866) x 1815 : Abraham Montefiore (1788-1824), banquier[13], dont descend la famille Montefiore.
  - James de Rothschild (1792-1868), banquier fondateur de la branche dite « de Paris »

### Branche «von Worms» (non porteuse du nom Rothschild)
- Mayer Amschel Rothschild (1744-1812), banquier fondateur de la dynastie x 1770 : Gertrude Schnapper (1753-1849)
  - Schönche Jeanette Rothschild (1771-1859) x 1795 : Benedikt Moses Worms (1772-1824) souche de la « branche von Worms » (non porteuse du nom)
    - Salomon Benedikt von Worms (1801-1882) x 1827 : Henriette Samuel (1810-1845)
      - Ellen Henriette von Worms (1836-1894) x 1857 : Adolf Landauer (1829-1885)
        - Henriette Landauer x 1877 : Maurice Weil (1845-1924)
        - Evelina Landauer (1859-1930) x 1878 : Paul baron Schey von Koromla (1854-1922)
          - Philipp baron Schey von Koromla (1881-1929) x 1906 : Lili von Goldschmidt-Rothschild (1883-1925)
            - Alix baronne Schey von Koromla (1911-1982) x (1) 1929-1936 : Kurt Krahmer (1900-1936) puis x (2) 1937-1956 Guy de Rothschild (1909-2007)
              - Lili Adelheid Krahmer (1930-1996) x (1) 1951-1980 : Maurice Rheims (1910-2003)
                - Bettina Rheims (1952-) x Jean-Michel Darrois (1947-)
                - Louis Rheims (1955-1988)
                - Nathalie Rheims (1959-) x 1989 Léo Scheer (1947-)

### Branche dite «de Vienne»
- Mayer Amschel Rothschild (1744-1812), banquier fondateur de la dynastie x 1770 : Gertrude Schnapper (1753-1849)
  - Salomon Mayer von Rothschild (1774-1855), banquier, fondateur de la branche dite « de Vienne » x Caroline Stern (1782-1854)
    - Anselm Salomon von Rothschild (1803-1874)x 1826 : Charlotte von Rothschild (1807-1859) (voir branche dite « de Londres »)
      - Julie von Rothschild (1830-1907) x 1850 : Adolph Carl von Rothschild (1823-1900) (voir branche dite « de Naples »)
      - Mathilde von Rothschild (1832-1924) x 1849 : Wilhelm Carl von Rothschild (1828-1901) (voir branche dite « de Naples »)
      - Nathaniel Meyer von Rothschild (1836-1905), philanthrope et collectionneur
      - Ferdinand James Anselm von Rothschild (1839-1898) x 1865 : Evelina de Rothschild (1839-1866), naturalisé britannique, député (1885-1898), il fait construire Waddesdon Manor par Hippolyte Destailleur entre 1874 et 1889
      - Alice Charlotte von Rothschild (1847-1922), installée en Angleterre (sans alliance)

    - Betty Salomon de Rothschild (1805-1886) x 1824 : James de Rothschild (voir branche de Paris)

- Eugène Daniel von Rothschild (1884–1976)

### Branche dite «de Naples»
- Mayer Amschel Rothschild (1744-1812), banquier fondateur de la dynastie x 1770 : Gertrude Schnapper (1753-1849)
  - Kalmann Mayer Rothschild (1788-1855), banquier fondateur de la branche dite « de Naples » x 1818 : Adelheid Herz (1800-1853)
    - Charlotte von Rothschild (1819-1884) x 1836 : Lionel de Rothschild (1808-1879) (voir branche dite « de Londres »)
    - Mayer Carl von Rothschild (1820-1886) x 1842 : Louise von Rothschild (1820-1894) (voir branche dite « de Londres »)
      - Adelheid (Adèle) von Rothschild (1843-1922) x 1862 : Salomon de Rothschild (1835-1864) (voir branche dite « de Paris »)
      - Emma Louise von Rothschild (1844-1935) x 1867 : Sir Nathan Mayer von Rothschild (1840-1915) (voir branche dite « de Londres »)
      - Clementine Henriette von Rothschild (1845-1865)
      - Laura von Rothschild (1847-1931) x 1871 : Nathan von Rothschild (1844-1884) voir branche dite « de Londres »
      - Hannah von Rothschild (1850-1892)
      - Margarethe von Rothschild (1855-1905) x 1878 : Agénor de Gramont (1851-1925)
      - Bertha Clara von Rothschild (1862-1903) x 1882 : Alexandre Berthier, 3e prince de Wagram (1836-1911)

    - Adolph Carl von Rothschild (1823-1900) x 1850 : Julie von Rothschild (1830-1907) (voir branche dite « de Vienne »), il fait construire le château de Pregny par George H. Stokes et Joseph Paxton entre 1858 et 1859
    - Wilhelm Carl von Rothschild (1828-1901) x 1849 : Mathilde von Rothschild (1832-1924)
      - Adelheid von Rothschild (1853-1935) x 1877 : Edmond de Rothschild (1845-1934) (voir branche dite « de Paris »)
      - Minna Caroline von Rothschild (1857-1903) x 1878 : Maximilian Benedict Goldschmidt (1843-1940) (Goldschmidt-Rothschild en 1878, baron von Goldschmidt-Rothschild en 1903)
        - Lili von Goldschmidt-Rothschild (1883-1925) x 1906 : Philipp Schey von Koromla (1881-1929) (voir branche « von Worms »)

### Branche dite «de Londres»
- Mayer Amschel Rothschild (1744-1812), banquier fondateur de la dynastie x 1770 : Gertrude Schnapper (1753-1849)
  - Nathan Mayer Rothschild (1777-1836), banquier fondateur de la branche dite « de Londres » x 1806 : Hannah Barent Cohen (1783-1850)
    - Charlotte von Rothschild (1807-1859) x 1826 : Anselm Salomon von Rothschild (1803-1874) (voir branche dite « de Vienne »)
    - Lionel von Rothschild (1808-1879) x 1836 : Charlotte von Rothschild (1819-1884) (voir branche dite « de Naples »)
      - Leonora von Rothschild (1837-1911) x 1857 : Alphonse de Rothschild (1827-1905) (voir branche dite « de Paris »)
      - Nathan Mayer Rothschild (1840-1915), 1er baron Rothschild et 2e baronnet x 1867 : Emma Louise von Rothschild (1844-1935) (voir branche dite « de Naples »)
        - Lionel Walter Rothschild (1868-1937) 3e baronnet (sans descendance légitime)
        - Charles Rothschild (1877-1923) x 1907 : Rózsika von Wertheimstein (1870-1940)
          - Miriam Louisa Rothschild (1908-2005)
          - Elizabeth Charlotte Rothschild (1909-1988)
          - Victor Rothschild (1910-1990), biologiste 3e baron Rothschild et 4e baronnet x (1) 1933 : Barbara Hutchinson (1911-1989) puis x (2) 1946 : Teresa Georgina Mayor
            - Jacob Rothschild (1936-2024), banquier x Serena Dunn, 4e baron Rothschild et 5e baronnet
              - Hannah Mary Rothschild (en) (1962)
              - Beth Mathilda Rothschild (en) (1964)
              - Emily Magda  Rothschild (en) (1967)
              - Nathaniel Philip Rothschild (1971) x (1) Annabel Neilson x (2) Loretta Basey

            - Emma Rothschild (1948), historienne x Amartya Sen
            - Amschel Rothschild (en) (1955-1996), banquier
              - Kate Emma Rothschild (1982–) x Ben Goldsmith (en) (1980–) financier
              - Alice Miranda Rothschild (1983–) x Zac Goldsmith (1975–), homme politique
              - James Rothschild (1985) x Nicky Hilton (1983–)

          - Kathleen Annie Pannonica Rothschild (1913-1988), x baron Jules de Koenigswarter (1904-1995)

      - Leopold Rothschild (1845-1917)
        - Lionel Rothschild (1882-1942)
          - Edmund Rothschild (1916-2009) x Elizabeth Edith Lentner
            - Nicholas Rothschild (1951)
            - Lionel Rothschild (1955)

        - Anthony Gustav de Rothschild (1887-1961) x Yvonne Cahen d'Anvers (1899–1977)
          - Evelyn Rothschild (1931-2022) x (1) Jeanne Bishop x (2) Victoria Schott x (3) Lyne Forrester
            - Anthony Rothschild (1977-) x Tania Strecker
            - David Rothschild (en) (1978)

    - Sir Anthony de Rothschild (1810-1876), 1er baronnet Rothschild x 1840 : Louise Montefiore (1821-1910)
    - Nathaniel de Rothschild (1812-1870) x 1842 : Charlotte de Rothschild (1825-1899) (voir branche dite « de Paris »)
      - James Nathan de Rothschild (1844-1881) x 1871 : Laura von Rothschild (1847-1931) (voir branche dite « de Naples »)
        - Henri James de Rothschild (1872-1946) x 1895 : Mathilde Weissweiller (1872-1926)
          - James de Rothschild (1896-1984) x 1923 : Claude Dupont (1904-1964)
            - Nicole de Rothschild (1923-2007), actrice
            - Monique de Rothschild (1925-2018), maître d'équipage

          - Nadine de Rothschild (1898-1958) x 1919 : Adrien Thierry (1885-1961)
          - Philippe de Rothschild (1902-1988) x 1935 : Élisabeth Pelletier de Chambure (1902-1945), (morte en déportation à Ravensbrück)
            - Philippine de Rothschild (1933-2014) actionnaire de la « Baron Philippe de Rothschild S.A. », notamment propriétaire du Château Mouton Rothschild

        - Jeanne de Rothschild (1874-1929) x 1896 : Abram David Leonino (1867-1911)

      - Arthur de Rothschild (1851-1903)[14]

    - Hannah Mayer Rothschild (1815-1864) x 1839 : Henry Fitzroy (1807-1859), député à la Chambre des Communes (1831-1832 et 1837-1859)
      - Arthur Frederic FitzRoy (1842–1858)
      - Caroline Blanche Elizabeth Fitzroy (1844-1912) x 1864 : Sir Coutts Lindsay, 2nd baronet (1824-1913)
        - Harriet Euphemia Susan Lindsay x Thomas Selby Henrey

    - Mayer Amschel de Rothschild (1818-1874) x Juliana Cohen (1831-1877), député à la Chambre des Communes (1859-1874), il fait construire Mentmore Towers (1852-1854) par Joseph Paxton
      - Hannah de Rothschild (en) (1851-1890) x 1878 : Archibald Primrose, 5e comte de Rosebery et 1er comte de Midlothian (1847-1929), Premier ministre (1894-1895)
        - Lady Sybil Primrose (en) (1879-1955) x 1903 : Sir Charles John Cecil Grant (en) (1877-1950)
          - Charles Robert Archibald Grant x Pamela Wellesley, petite-fille d'Arthur, 4e duc de Wellington.

        - Lady Margaret « Peggy » Etrenne Hannah Primrose (1881-1967) x 1899 : Robert Crewe-Milnes, 1er marquis de Crewe (1858-1945), ambassadeur à Paris (1922-1928), Lord grand connétable en 1937
          - Richard George Archibald John Lucian Hungerford Crewe-Milnes, comte de Madeley (1911–1922)
          - Lady Mary Evelyn Hungerford Crewe-Milnes (en) (1915–2014) x 1935-1953 : George Innes-Ker, 9e Duc de Roxburghe (1913-1974)

        - Harry Primrose, 6e comte de Roseberry et 2e comte de Midlothian (1882-1974) x (1) 1909-1919 : Dorothy Alice Margaret Augusta Grosvenor (1872-1926) x (2) 1924 : Eva Isabel Marion Bruce (1892-1987)
          - Archie Primrose, Lord Dalmeny (en) (1910-1931)
          - Lady Helen Dorothy Primrose (1913–1998)
          - Neil Archibald Primrose (en), 7e comte de Roseberry et 3e comte de Midlothian, né en 1929 x 1955 : Alison Mary Deirdre Reid, dont 4 filles et 1 fils

        - Neil Primrose (1882-1917) x Lady Victoria Stanley (1892-1927), fille d'Edward Stanley, 17e comte de Derby
          - Ruth Primrose (en) (1916-1989) x 1936 : Charles Wood, 2e comte d'Halifax (1912-1980), fils de Edward Wood, 1er comte d'Halifax, secrétaire d'État aux Affaires étrangères (1938-1940), dont 3 enfants

    - Louise von Rothschild (de) (1820-1894) x 1842 : Mayer Carl von Rothschild (1820-1886) (voir branche dite « de Naples »)

### Branche dite «de Paris»
- Mayer Amschel Rothschild (1744-1812), banquier fondateur de la dynastie x 1770 : Gertrude Schnapper (1753-1849)
  - James de Rothschild (1792-1868), banquier fondateur de la branche dite « de Paris » x 1824 : Betty Salomon de Rothschild (1805-1886)
    - Charlotte de Rothschild (1825-1899)  x 1842 : Nathaniel de Rothschild (1812-1870) (voir branche dite « de Londres »)
    - Alphonse de Rothschild (1827-1905) x 1857 : Leonora von Rothschild (1837-1911) (voir branche dite « de Londres »)
      - Bettina de Rothschild (1858-1892) x 1876 : Salomon Albert de Rothschild (1844-1911)
      - René de Rothschild (1861-1861)
      - Béatrice de Rothschild (1864-1934) x 1883 : Maurice Ephrussi (1849-1916)
      - Édouard de Rothschild (1868-1949) x 1905 : Germaine Alice Halphen (1884-1975)
        - Alphonse de Rothschild (1906-1911)
        - Guy de Rothschild (1909-2007) banquier et propriétaire d'écuries de course x (1) 1937 : Alix Schey von Koromla (1911-1982) (voir branche « von Worms » (non porteuse du patronyme Rothschild) puis x (2) 1957 : Marie-Hélène van Zuylen van Nyevelt (1927-1996)
          - David de Rothschild (1942-) x 1974 : Olimpia Aldobrandini (1955-)
            - Lavinia de Rothschild
            - Stéphanie de Rothschild
            - Alexandre de Rothschild
            - Louise de Rothschild

          - Édouard de Rothschild (1957-) x (1) 1981 : Mathilde Coche de la Ferté (1952-) puis x (2) 1991 : Arielle Marie Malard (1963-)
            - Ferdinand (2003)
            - David[15] (1998-)
            - Aliénor (sœur jumelle de David) (1998-)

        - Jacqueline de Rothschild (1911-2012) x (1) 1930 : Robert Calmann-Lévy (1899-1982) puis x (2) 1937 : Gregor Piatigorsky (1903-1976)
          - Jephta Piatigorsky (1937-)
          - Joram Piatigorsky (1940-)

        - Bethsabée de Rothschild (1914-1999) x 1948 David Bloomingdale (1913-1954)

    - Gustave de Rothschild (1829-1911) x 1859 : Cécile Anspach (1840-1912)
      - Zoé de Rothschild (1863-1916) x 1882 : Léon Lambert (1851-1919))
      - Robert de Rothschild (1880-1946) x 1907 : Gabrielle Beer (1886-1945)
        - Diane de Rothschild (1907-1996) x 1932-1952 : Anatole Muhlstein (1889-1957)/Secondes noces en 1952 : Joseph Benvenuti (1898-1967)
          - Anka Muhlstein (1935-) : François Dujarric de la Rivière (1933-)/Secondes noces (1974) : Louis Begley (1933-)
          - Hélène Cécile Muhlstein (1936-2007) x 1962 : François Nourissier (1927-2011), président de l'Académie Goncourt

        - Alain de Rothschild (1910-1982) x 1938 : Mary Germaine Nathalie Chauvin de Treuil (1916-2014)
          - Béatrice de Rothschild, née en 1939, x 1981 : Pierre Rosenberg, président directeur du Louvre, membre de l'Académie française
          - Éric de Rothschild, né en 1940, directeur du vignoble Château Lafite Rothschild, président de la Fondation de Rothschild et du Mémorial de la Shoah, x 1983 : Beatrice Caracciolo di Forino (1955-)
            - James de Rothschild (1985-)
            - Saskia de Rothschild (1987-)
            - Pietro de Rothschild (1991-)

        - Elie de Rothschild (1917-2007) x 1942 : Liliane Fould-Springer
          - Nathaniel de Rothschild (1946-)
            - Raphaël de Rothschild (1976-2000)
            - Esther Eva de Rothschild (1979-)

          - Elie Jr. de Rothschild (1965-)

        - Cécile de Rothschild (1913-1995)

    - Salomon de Rothschild (1835-1864) x 1862 : Adelheid (Adèle) von Rothschild (1843-1922) (voir branche dite « de Naples »)
      - Hélène de Rothschild (1863-1947) x 1887 : Étienne van Zuylen van Nyevelt (1860-1934)
        - Egmont van Zuylen van Nyevelt (1890-1960) x 1927 : Marguerite Namétalla (?-1996)
          - Marie-Hélène van Zuylen van Nyevelt (1927-1996) x (2) 1957 : Guy de Rothschild (1909-2007) (voir plus haut dans la branche dite « de Paris »)

    - Edmond de Rothschild (1845-1934) x 1877 : Adelheid von Rothschild (1853-1935) (voir branche dite « de Naples »)
      - James Armand de Rothschild (1878-1957), naturalisé britannique (1919) député au Parlement britannique (1929-1945) x Dorothy Mathilde Pinto (1895-1988)
      - Maurice de Rothschild (1881-1957) x 1909 : Noémie Halphen (1888-1968)
        - Edmond de Rothschild (1926-1997) banquier x (2) 1963 : Nadine Lhopitalier (1932)
          - Benjamin de Rothschild (1963-2021) président du Groupe LCF Rothschild x 1999 : Ariane Langner
            - Noémie de Rothschild (1995-)
            - Alice de Rothschild (1999-)
            - Eve de Rothschild (2001-)
            - Olivia de Rothschild (2002-)

      - Miriam Caroline Alexandrine de Rothschild (1884-1965) x 1910 : Albert Maximilien Goldschmidt (1879-1941)

## Théories du complot
En 1847, Georges Dairnvaell est l'un des premiers à diffuser des théories du complot concernant l'enrichissement rapide des Rothschild dans un pamphlet antisémite titré « Histoire édifiante et curieuse de Rothschild 1ᵉʳ, Roi des Juifs ».
Ces théories et fausses informations sont encore largement diffusées au XXIe siècle et semblent avoir été exacerbées par la crise du Covid-19.

## Génétique
Les hommes issus de la famille Rothschild appartiennent à l'haplogroupe J2a1-L210,,, une sous-classe de l'haplogroupe J. 20 % des Juifs ashkénazes appartiennent en effet à cet haplogroupe.